# Liste der Stolpersteine in Lamspringe

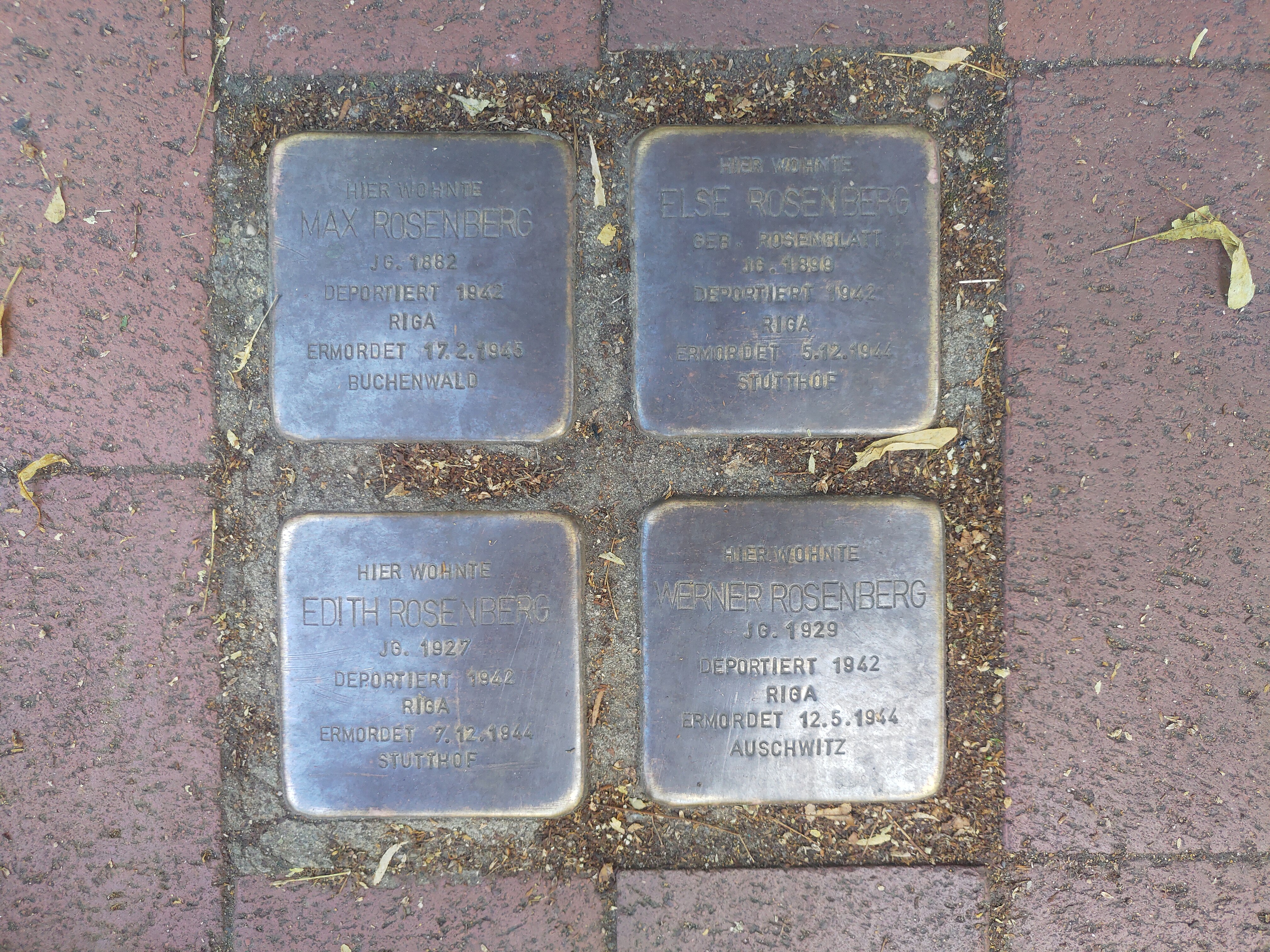
Anordnung der Stolpersteine in Lamspringe

Die Liste der Stolpersteine in Lamspringe enthält alle Stolpersteine, die im Rahmen des gleichnamigen Kunst-Projekts von Gunter Demnig in Lamspringe verlegt wurden. Mit ihnen soll der Opfer des Nationalsozialismus gedacht werden, die in Lamspringe lebten und wirkten. Bei bisher einer Verlegung im September 2013 wurden vier Stolpersteine verlegt. (Stand: Juni 2019)

## Liste der Stolpersteine
| Bild                                       | Person, Inschrift                                                                                    | Adresse          | Verlegedatum  | Anmerkung |
| ------------------------------------------ | --- | ---------------- | ------------- | --- |
| Stolperstein Werner Rosenberg (Lamspringe) | Hier wohnte Max Rosenberg Jg. 1882 deportiert 1942 Riga ermordet 17.2.1945 Buchenwald                | Hauptstraße 35 · | 19. Sep. 2013 | Max Rosenberg wurde am 1. Januar 1882 in Schmalleningken geboren. Er war seit 31. Juli 1926 mit Else Rosenberg verheiratet und hatte mit ihr zwei Kinder. Sie lebten in Lamspringe und führten dort ein Geschäft, das während der Novemberpogrome 1938 verwüstet wurde. Er wurde kurz darauf inhaftiert und plante deshalb die Flucht nach Palästina. Am 5. September 1939 zog die Familie von Lamspringe nach Hannover-Linden, während die Kinder in der Israelitischen Gartenbauschule Ahlem untergebracht waren. Am 4. September 1941 musste die Familie in das „Judenhaus“ in der Körnerstraße 24a umziehen. Am 15. Dezember 1941 wurde er von der Sammelstelle Ahlem aus in das Ghetto Riga deportiert und kam dann in das KZ Stutthof. Am 16. August 1944 wurde er in das KZ Buchenwald verlegt. Max Rosenberg starb am 17. Februar 1945 im Außenlager Bochum des KZ Buchenwald. Die Namen aller vier Familienmitglieder sind auf dem Mahnmal für die ermordeten Juden Hannovers verzeichnet. |
| Stolperstein Werner Rosenberg (Lamspringe) | Hier wohnte Else Rosenberg geb. Rosenblatt Jg. 1899 deportiert 1942 Riga ermordet 5.12.1944 Stutthof | Hauptstraße 35 · | 19. Sep. 2013 | Else Rosenberg wurde am 7. Oktober 1899 als Else Rosenblatt in Lamspringe geboren. Sie war seit 31. Juli 1926 mit Max Rosenberg verheiratet und hatte zwei Kinder. Mit ihrem Mann betrieb sie das elterliche Textilgeschäft. Am 15. Dezember 1941 wurde sie von der Sammelstelle Hannover-Ahlem in das Ghetto Riga deportiert und kam in das KZ Stutthof, wo sie am 5. Dezember 1944 starb. |
| Stolperstein Werner Rosenberg (Lamspringe) | Hier wohnte Edith Rosenberg Jg. 1927 deportiert 1942 Riga ermordet 7.12.1944 Stutthof                | Hauptstraße 35 · | 19. Sep. 2013 | Edith Rosenberg wurde am 4. Oktober 1927 als Tochter von Max und Else Rosenberg in Lamspringe geboren. Ab 9. Dezember 1938 war er in der Israelitischen Gartenbauschule Ahlem. Am 15. Dezember 1941 wurde sie in das Ghetto Riga deportiert und kam mit ihrer Mutter in das KZ Stutthof, wo sie am 7. Dezember 1944 starb. Sie war zu diesem Zeitpunkt 17 Jahre alt. |
| Stolperstein Werner Rosenberg (Lamspringe) | Hier wohnte Werner Rosenberg Jg. 1929 deportiert 1942 Riga ermordet 12.5.1944 Auschwitz              | Hauptstraße 35 · | 19. Sep. 2013 | Werner Rosenberg wurde am 17. August 1929 als Sohn von Max und Else Rosenblatt in Lamspringe geboren. Ab 9. Dezember 1938 war er in der Israelitischen Gartenbauschule Ahlem. Am 15. Dezember 1941 wurde er in das Ghetto Riga deportiert und kam in das Vernichtungslager Auschwitz, wo er am 12. Mai 1944 ermordet wurde. Er war zu diesem Zeitpunkt 14 Jahre alt. |

## Verlegungen
- 19. September 2013: vier Stolpersteine an einer Adresse[7]